# Preisich Gábor
Preisich Gábor (Budapest, Józsefváros, 1909. május 12. – Budapest, 1998. április 21.) magyar építész, építészettörténész, szakíró, urbanista.

## Élete
A Józsefvárosban született Preisich Kornél (1869–1955) gyermekorvos és Wessel Margit (1880–1970) gyermekeként református hitre tért zsidó családban. Középiskolai tanulmányait 1918 és 1926 között a Budapesti VIII. kerületi Községi Vörösmarty Mihály Reáliskolában végezte. Az érettségi megszerzését követően egy évig Karlsruhéban a Technische Hochschule hallgatója volt. Egyetemi tanulmányait 1927 és 1930 között a Budapesti Műegyetemen fejezte be, közben Sebestyén Artúr és Bauer Emil építészek irodájában dolgozott, itt ismerkedett meg későbbi társával, Vadász Mihállyal. Már a Műegyetemen találkozott a modern építészet eszméjével. Az egyetemen az utolsó két évben Rácz György kollégája vitte el Ligeti Pál műtermébe, ahol akkor a modern építészet hívei találkoztak és beszélgettek építészetről és politikáról. Ehhez a körhöz tartozott Molnár Farkas és Fischer József is. Ott látta meg először Ernst May Frankfurtban megjelent lapját, a Das Neue Frankfurtot. 1931-ben lehetősége volt arra, hogy részt vegyen a CIAM kiállításán és berlini kongresszusán. Ott találkozott Le Corbusier-vel és Walter Gropiusszal. Victor Bourgeois ajánlására Liège-be, Joseph Moutschen belga építész irodájába került, és egy évet dolgozott ott.
1933-ban Vadász Mihállyal megalapították a Preisich és Vadász irodát. Erre az időszakra tehetők legjobb modernista épületeinek megvalósulásai, amelyeket Vadász Mihállyal közösen épített. 1933-ban tervezték és épült fel a Budapest II., Káplár utca 7. sz. alatti bérház, majd 1934-ben a Budapest XI. Bartók Béla (volt Horthy Miklós) út 62–64. sz. alatt a Simplon mozi és bérház. „Ez volt Budapesten az első – építészeti stílusában is modern – mozi, ugyanakkor az első mozi-bérház is, melyet eleve mozinak terveztek. A mozit a tervezők – Preisich Gábor és Vadász Mihály – a hegyesszögű saroktelken álló hatszintes bérház alagsori szintjén süllyesztve helyeztek el. Ma mindez csak fotókon látható, mert a Simplon – később Bartók – mozi megszűnt”. Részt vettek az OTI Köztársaság téri – Budapest első modern – bérházcsoportjának tervezésében 1934–35-ben. A második világháború előtti időkben még több lakóház és bérház tervezése fűződik nevéhez, amelyeket részben Vadász Mihállyal, illetve Gerle Györggyel együtt tervezett. Ezek közül kiemelkedik a volt Budapest I., Koronaőr u. (ma: Kosciuszkó Tádé utca) és Márvány utca sarkán megvalósult – ma is jó állapotban található – bérház, amelyet sógorával, Gerle Györggyel együtt tervezett 1941-ben.
1940-ben Harrer Ferenc hatására városrendezési kérdésekkel is kezdett foglalkozni, ami a háború utáni tevékenységére is kihatott. 1943-ban Gádoros Lajossal közös építészirodát alakítottak, mely a tervezés államosításáig, 1948-ig működött.
1945-ben részt vett az újjáépítési munkákban, és a Fővárosi Közmunkák Tanácsának alkalmazásába lépett. Veres Péter építésügyi miniszter megbízása alapján egyik tervezője volt (Benkhard Ágost, Gábor László, Gádoros Lajos, Rudnai Gyula mellett) a Foncière Biztosító romos bérházából átalakított egykori Belügyminisztérium épületének (1947–49). Gádoros Lajossal közösen készített tervvel vettek részt a MÉMOSZ székház meghívásos pályázatán 1947-ben; a kivitelre a megbízást Perczel Károllyal, Perényi Imrével és Szrogh Györggyel közösen kapták meg, 1948-ban. Az 1950-re befejezett épület a háború utáni modern építészet egyik fő műve. 1948-ban az ÉTI, majd annak 1949-es átszervezése után a MATI munkatársa, ahol fő feladata az Általános Rendezési Terv (ÁRT) továbbfejlesztése.
1949-ben a BUVÁTI jogelődjének, a FŐTI-nek szervezésével és irányításával bízták meg. Néhány éven át a Budapesti Műszaki Egyetem Lakóépülettervezési Tanszékét is vezette. 1950-ben a Fővárosi Tanács Városrendezési Osztályának vezetője, és 1953–55 között Budapest főépítésze volt. Az MTA Építészetelméleti, Építészettudományi és Településtudományi Bizottságainak tagja is volt. Szakmai karrierjének csúcsán azonban sorozatos kudarcok is érték, az ÁRT jóváhagyásának többszöri meghiúsulása és a megmerevedő politikai légkör miatt. 1956-ban a BUVÁTI főépítésze, majd városrendezési irodájának vezetője lett. Újból foglalkozni kezdett épületek tervezésével, számos pályázaton indult. 1961-ben – Kiss Alberttel és Mester Árpáddal együtt – tervezte a XII. Kékgolyó utca 1. sz. alatti lakóházat és a lágymányosi lakótelepen egy iskolát. 1964-ben tervei szerint valósult meg a II. ker. Cseppkő utcai volt Münnich Ferenc gyermekotthon. Budapest városépítészetének történetét feldolgozó könyve „Buda visszavételétől a II. világháború végéig” tekinti át a város történetének alakulását.
1970-ben lemondott a BUVÁTI városrendezési irodájának vezetéséről, és 1975-ben nyugdíjazták. Nyugdíjazása után még éveken keresztül folytatja szakmai publikációs tevékenységét. 1998. április 21-én halt meg, közel 89 éves korában.
„1998-ban elhunyt Preisich Gábor szinte évszázadon átnyúló pályafutását idézi fel az 1999-ben a Kijárat Kiadó gondozásában megjelent »Architektúra« sorozat hetedik kötete. A könyv olyan háttér-információk, viták, beszélgetések emlékét őrzi, mint a két világháború közötti modernista építészeti irányzat problémái, az újjáépítés, majd az ötvenes évek városépítési gondjai. S mindeközben legendássá vált építészportrék révén az ország történelmének különös évtizedei rajzolódnak ki Preisich Gábor vallomásában”.
Házastársa Lichter Rut (1912–2001) volt, akivel 1936. június 23-án Budapesten, a Ferencvárosban kötött házasságot.
Gyermekei: Preisich Anikó belsőépítész (1938), Preisich Katalin építészmérnök (1940) és Váradi Júlia újságíró (1948).

## Díjai, elismerései
- Ybl Miklós-díj (1962)
- Fővárosi Pro Urbe aranyérme (1969)
- Műszaki tudományok doktora cím (1972)
- Herder-díj (1975)
- Hild János-díj[13] (1976)
- Munka Érdemrend aranyfokozata (1979)
- Reitter Ferenc-díj (1986)
- Magyar Népköztársaság Zászlórendje (1989)
- Budapest díszpolgára (1992)
- Köztársasági Érdemrend aranykeresztje (1994)

## Művei

### Megvalósult épületei
- 1932. Budapest I., Gellérthegy utca 6. bérház (Münnich Aladárral)
- 1933. Budapest II., Káplár utca 7. bérház (Vadász Mihállyal)
- 1933. Budapest XIV., Erzsébet királyné útja 30/b lakóépület, üzletekkel (Vadász Mihállyal)
- 1933–34. Budapest XI., Bartók Béla (volt Horthy Miklós) út 62-64. bérház és Simplon-, később Bartók-mozi (Vadász Mihállyal). A mozi megszűnt és átalakították.
- 1934–35. Budapest VIII., II. János Pál pápa tér (régen Tisza Kálmán) 14., 15., 16. és Vay Ádám utca 2. bérházcsoport (tervezőtársak: Árkay Bertalan, Faragó Sándor, Fischer József, Heysa Károly, Ligeti Pál, Molnár Farkas, Pogány Móricz, Vadász Mihály)
- 1935. Budapest XII., Városmajor utca 26/b bérvilla (Vadász Mihállyal)
- 1935. Budapest XIV., Örs vezér út 52. családi ház (Vadász Mihállyal)
- 1936. Budapest XII., Bazin utca 20. családi ház (Vadász Mihállyal)
- 1936. Budapest XII., Rácz Aladár út 46. családi ház (Vadász Mihállyal)
- 1936. Budapest XII., Tusnádi utca 34. családi ház (Vadász Mihállyal)
- 1936. Balatonföldvár, Bethlen Gábor utca 30. a Preisich család nyaralója (Vadász Mihállyal)
- 1937. Budapest I., Krisztina krt. 69. bérház (Vadász Mihállyal)
- 1937. Budapest II., Margit krt. 65. bérház (Vadász Mihállyal)
- 1937–38. Budapest I., Csalogány utca 4/d. bérház (Vadász Mihállyal)
- 1937–38. Budapest V., Balassi Bálint (régen: Személynöki) utca 2-4. Markó utca 1. Széchenyi rkp. 12–13. és Kossuth tér 18. bérháztömb Kossuth tér 18. sz. alatti épülete (Vadász Mihállyal). Az egységes homlokzatot Wellisch Andor építész tervezte.
- 1940–41. Budapest XII., Városmajor utca 52. bérvilla (Gerle Györggyel)
- 1941. Budapest I., Kosciuszkó Tádé utca (volt: Koronaőr u.) 14. és Márvány utca 1/b bérház (Gerle Györggyel)
- 1942. Budapest XII., Hegyalja út 105. családi ház (Gerle Györggyel)
- 1942. Budapest II., Endrődi Sándor utca 18/a családi ház (Gerle Györggyel)
- 1947. Budapest V., Bajcsy-Zsilinszky út 24. – Arany János utca 35. üzletportál (Gádoros Lajossal)
- 1947–49. Budapest V., Jászai Mari tér 1. - Széchenyi rakpart 19. Belügyminisztérium (majd MSZMP KB. székháza, ma Képviselői irodaház) (Benkhard Ágosttal, Gábor Lászlóval, Gádoros Lajossal, Lévai Andorral, Rudnai Gyulával közösen)
- 1948–50. Budapest VI., Dózsa György út 84/a MÉMOSZ székház. ma Liget-Center (Gádoros Lajossal, Perczel Károllyal, Perényi Imrével és Szrogh Györggyel)
- 1954. Budapest XII., Béla király út, a VIII. Kerületi Tanács gyermekotthona
- 1961. Budapest XII., Kékgolyó u. 1. hatemeletes bérház (Kiss Alberttel, Mester Árpáddal)
- 1961. Budapest XI., Lágymányosi út, négyemeletes bérházcsoport
- 1961. Budapest XI., Lágymányosi úti lakótelep, iskola (Kiss Alberttel, Mester Árpáddal)
- 1964. Budapest II., Cseppkő utca 69. Bp. Fővárosi Önkormányzatának Cseppkő utcai gyermekotthona (volt Münnich Ferenc gyermekotthon)
- 1969 és 1974 Szigliget nyaraló

### Könyvei[14]
- PREISICH – SÓS A .- BRENNER J.: Budapest városépítészeti kérdései, Budapest, 1954
- PREISICH – REISCHL – VADÁSZ: Városi családi ház, Budapest, 1959
- Budapest városépítésének története I. Buda visszavételétől a kiegyezésig, Budapest, 1960
- Budapest városrendezési problémái [szerk.], Budapest, 1963
- Budapest városépítésének története II. A Kiegyezéstől a Tanácsköztársaságig, Budapest, 1964
- Budapest városépítésének története III. A két világháború közt és a felszabadulás után, Budapest, 1969
- Walter Gropius, Budapest, 1972 (1981-ben lengyel, 1982-ben német kiadás)
- Budapest jövője (szerk.), Budapest, 1973
- Ernst May, Budapest, 1983
- Vélemények-viták a városépítésről [szerk.], Budapest, 1984
- Budapest városépítésének története 1945–1990, Budapest, 1998
- Építészeti, városépítészeti pályafutásom története. Lapis angularis VII. Szerk. Fehérvári Zoltán - Prakfalvi Endre, Budapest, 2009

### Válogatott írásai[14]
- A CIRPAC és a modern építészet, Magyar Szemle, 1931/9.
- Milyen lesz a jövő művészete, Független Kritika, 1935. március 1.
- A háború utáni újjáépítés feladatai, Új Építészet, 1946/1.
- Hozzászólás Fülep Lajos: Egy nagy lehetőség Budapest újjáépítésében c. cikkéhez, Fórum, 1948
- Az építészeti forma kérdéséhez, Építés-Építészet, 1949/4.
- Feladataink az új Budapest felépítésében, Világosság, 1951. augusztus 17.
- A budapesti földalatti gyorsvasút városrendezési jelentősége, Magyar Építőművészet, 1953/3-4.
- Budapest városrendezési problémái, Magyar Építőművészet, 1953/5-6.
- A korszerű lakóház, Élet és Tudomány, 1954. október 13.
- Városépítés a Szovjetunióban, Magyar Építőművészet, 1954/10-12.
- Építőművészetünk problémái, Csillag, 1955/6.
- Budapest tíz éve, Magyar Építőművészet, 1955/3-5.
- Ízlés az építészetben – ízlés az utcán, Természet és Társadalom, 1955/11.
- A jövő Budapestje, Élet és Irodalom, 1961. október 25.
- Le Corbusier, a várostervező, Városépítés, 1965/5.
- A budapesti település-agglomeráció növekedése és az ebből adódó problémák, Demográfia, 1968/2.
- Az elismerés és a kritika hangján a METRÓ-ról, Budapest, 1973/3.
- Nyílt levél Bernáth Aurélhoz, Magyar Nemzet, 1973. március 6.
- A METRÓ esztétikája, Művészet, 1973/10.
- Modernség (Hozzászólás a tulipán-vitához), Élet és Irodalom, 1975/11.
- Gondolatok a tömeges lakásépítés esztétikai kérdéseiről, Magyar Építőművészet, 1975/3.
- Elavult tömbök felújításos átépítése, Városépítés, 1975/1.
- Kételyeim (Hozzászólás a tulipán-vitához), Magyar Építőművészet, 1972/2.
- A Hilton-szálló a városképben, Budapest, 1977/3.
- Lakótelepek esztétikája, Budapest, 1977/3.
- Még mindig – Gropius?, Magyar Építőművészet, 1983/4.

## Képgaléria

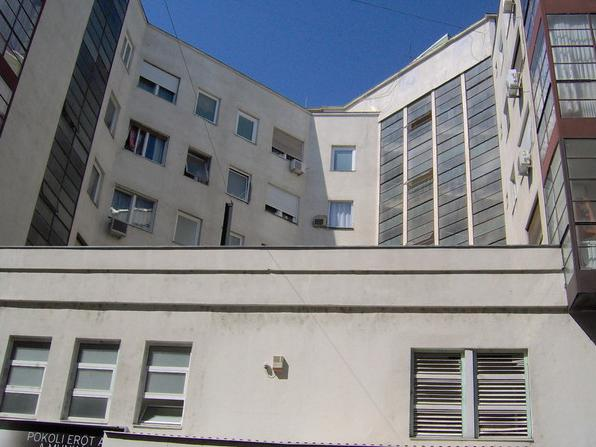
Bp. XI., Bartók Béla út 62–64. Simplon mozi és bérház, 1934
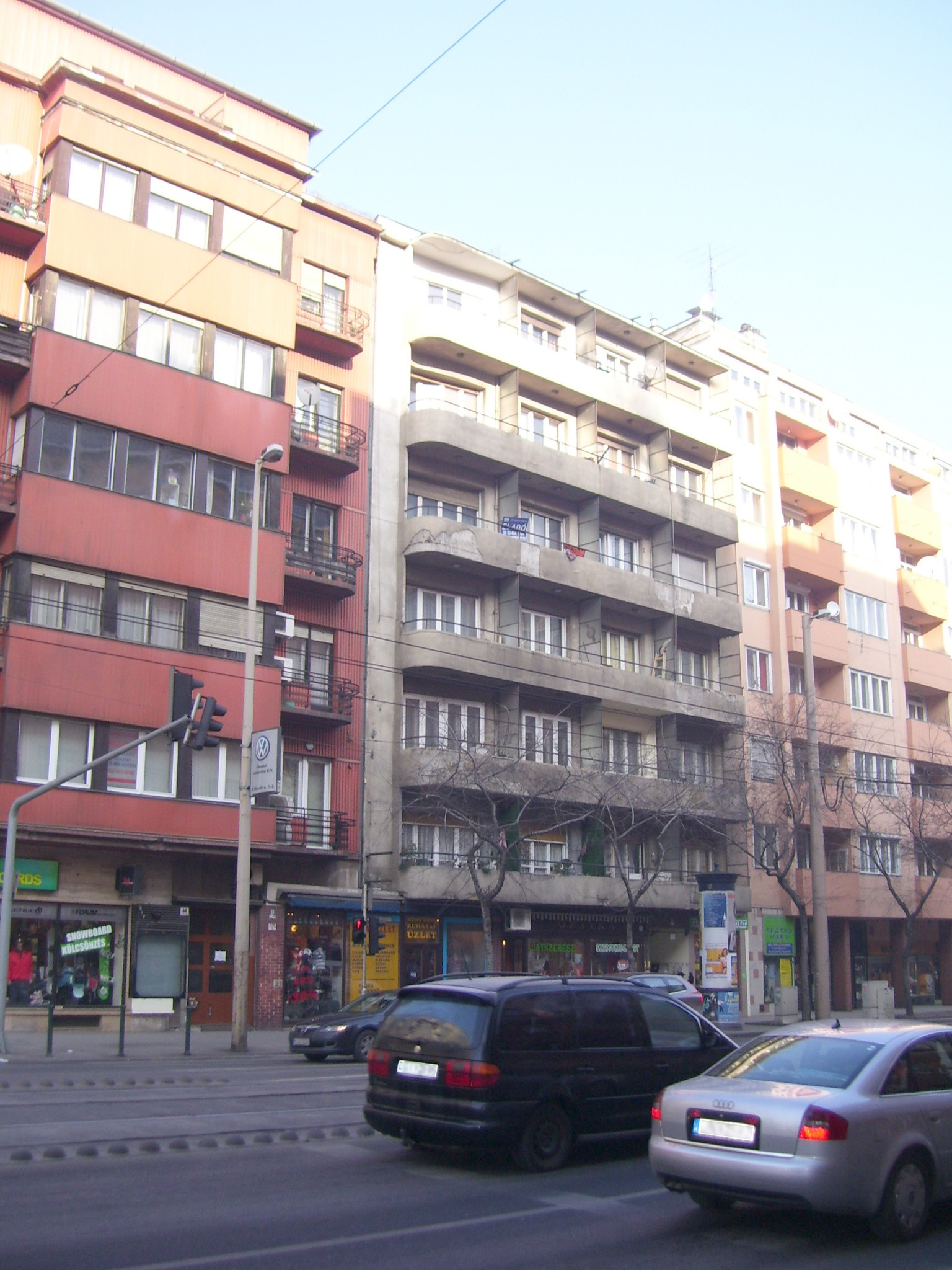
Bp. II., Margit krt. 65. bérház utcai homlokzata, 1937
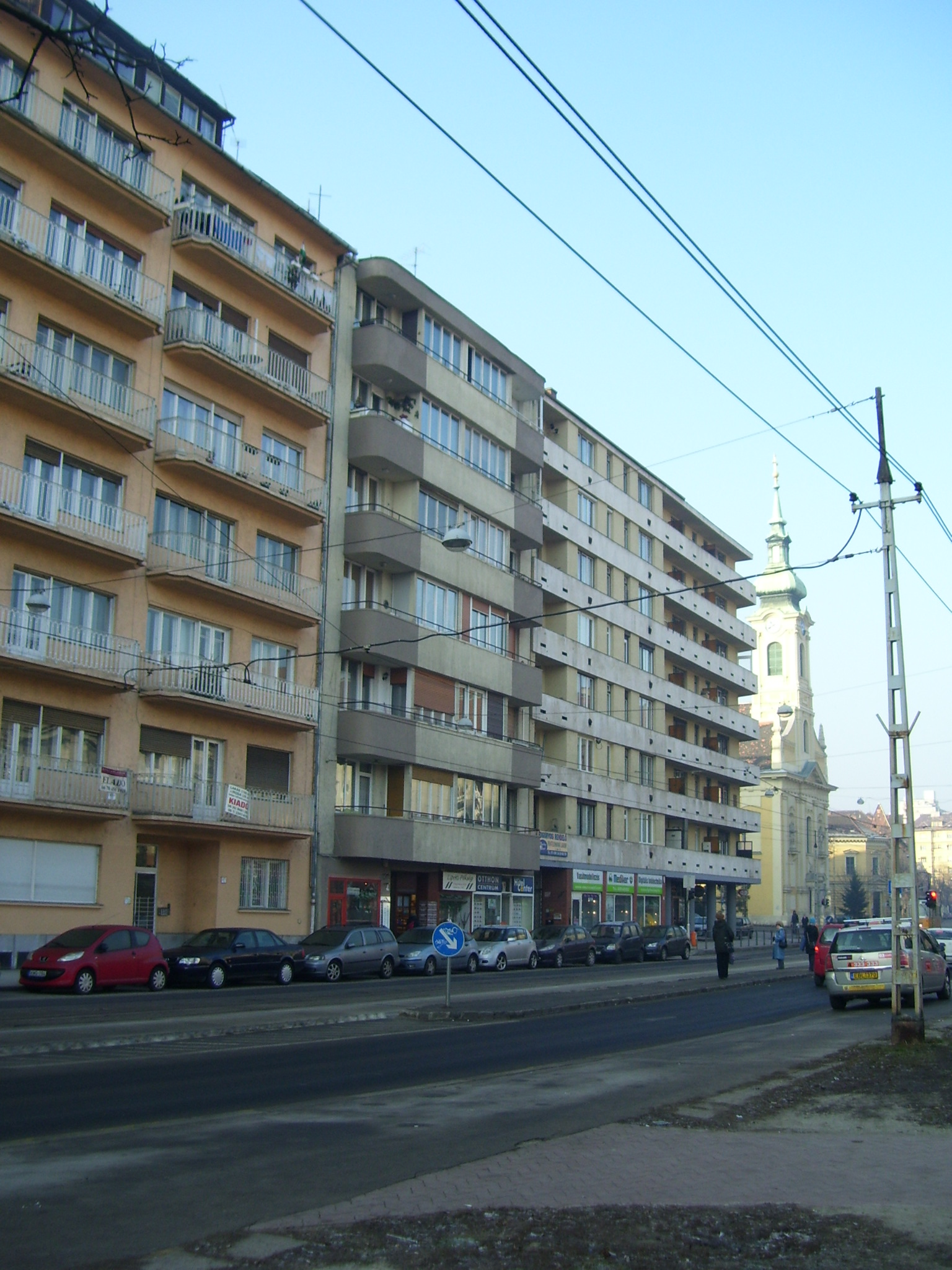
Bp. I., Krisztina krt. 69. bérház utcai homlokzat, 1937
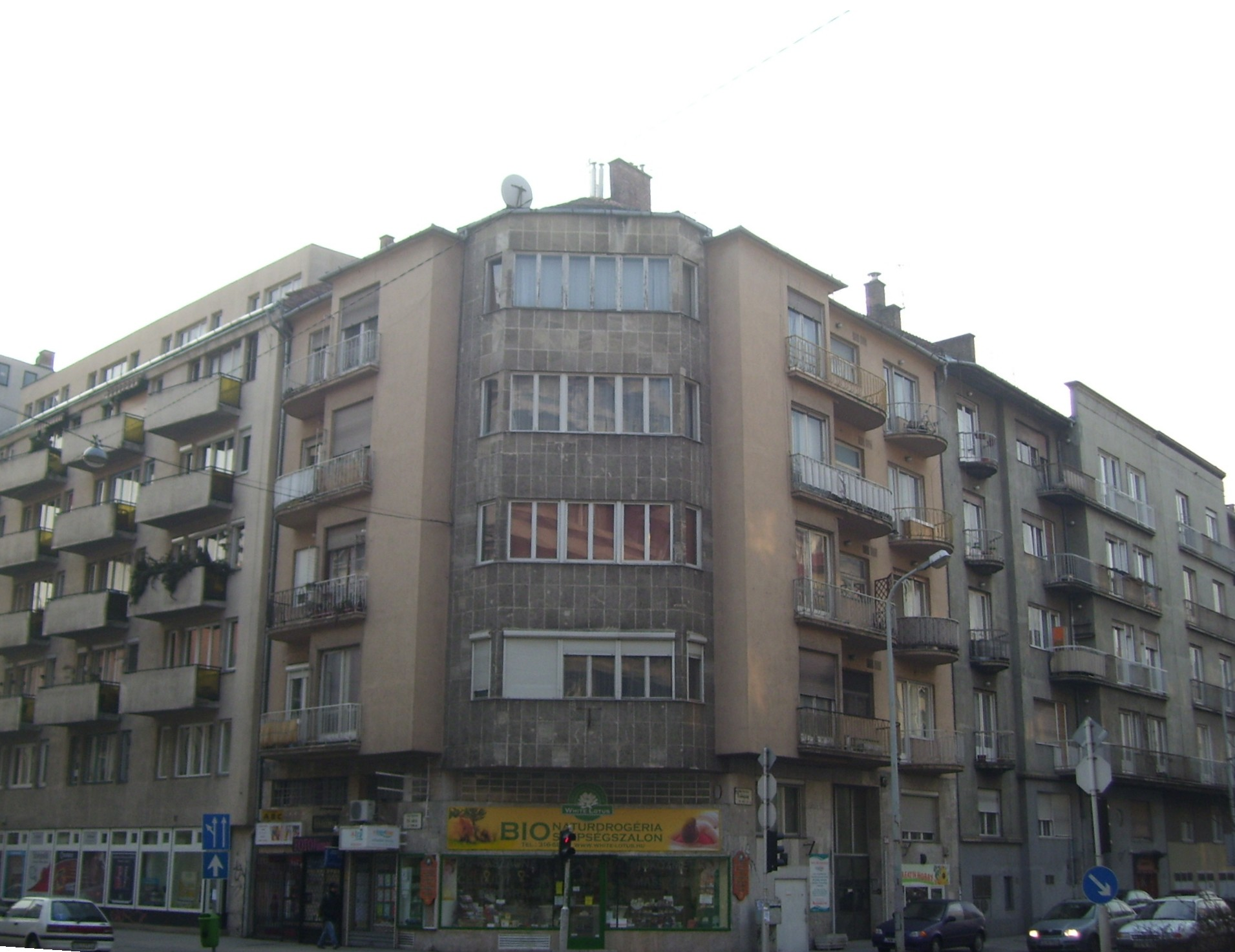
Bp. I., Csalogány utca 4/d és Gyorskocsi utca sarokbérház, 1938
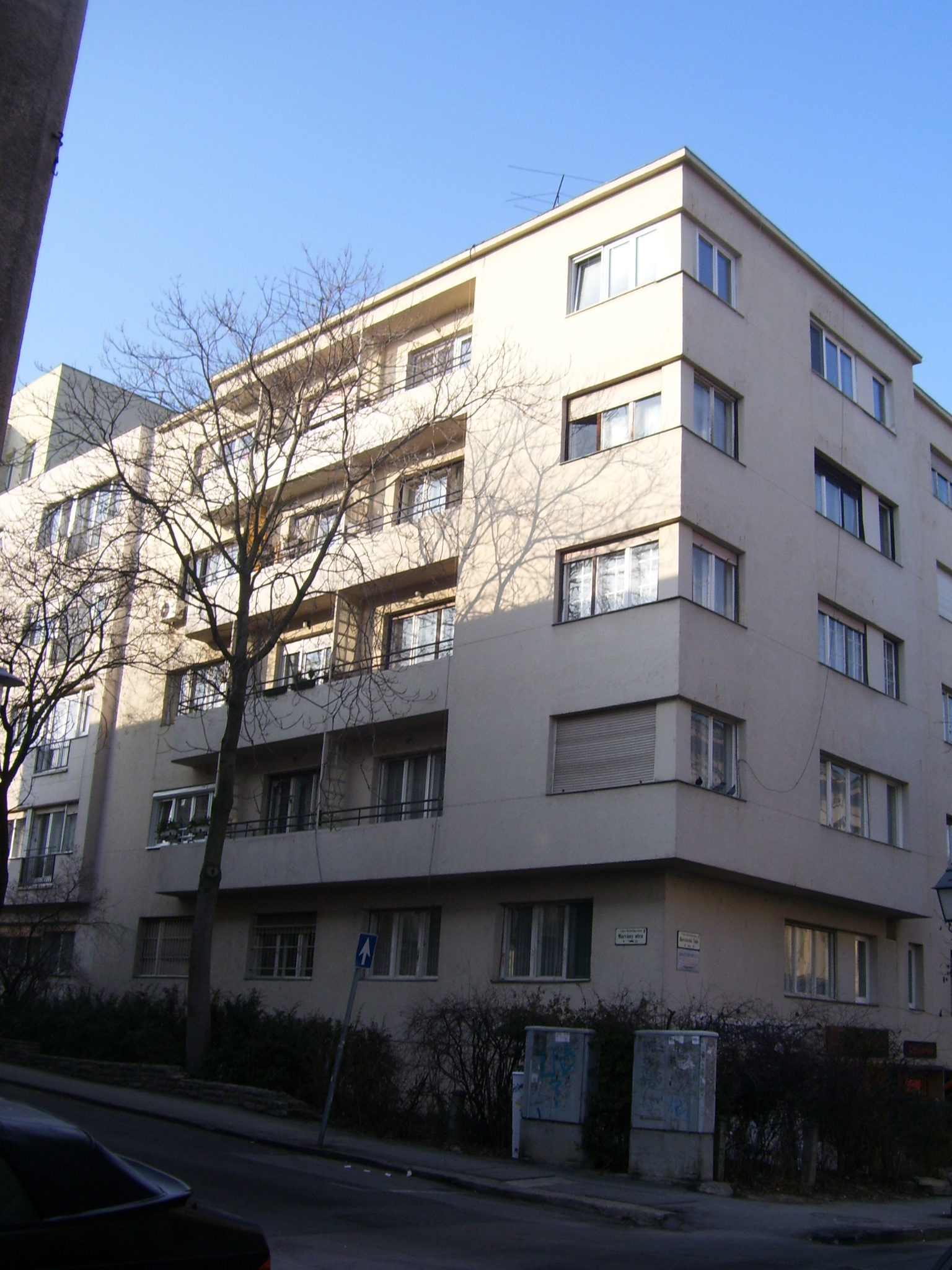
Bp. I., Kosciuszkó Tádé utca és Márvány utcai sarokbérház, 1941